# Sawtry
Sawtry est un village d'Angleterre dans le Cambridgeshire.

## Personnalités liées
- Henri de Saltrey, un moine cistercien du XIIe siècle de l'abbaye de Saltrey, située à Sawtry[1], auteur d'un traité sur le purgatoire de saint Patrice.